# Nadejda Plevitskaïa

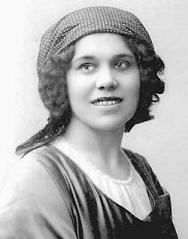
Nadejda Plevitskaïa.

Nadejda Vassilievna Plevitskaïa (née Vinnikova ; 17 (29) janvier 1879, village Vinnikovo, ouiezd de Koursk, gouvernement de Koursk - 1er octobre 1940, Rennes) est une chanteuse russe (mezzo-soprano), interprète de chansons populaires russes et de romances. Son talent est comparé à celui de Fédor Chaliapine. Recrutée par les services secrets soviétiques après son installation en France, elle livre pendant six ans des informations sur les milieux de l’émigration en Europe, avant d'être démasquée à la suite de l'opération d'enlèvement du général Miller en 1937. Elle meurt en prison au début de la Seconde Guerre mondiale.

## Biographie
Issue d'une famille de simples paysans, son père était un soldat de Nicolas Ier. Nadejda s’engage dans une carrière de chanteuse à Kiev, d’abord dans une chorale puis comme soliste. Elle épouse le danseur polonais Edmund Plewicki en 1903 et porte désormais le nom de Plevitskaïa (transcription française du nom dans sa version cyrillique). À Moscou elle chante dans le célèbre restaurant Yar.
Au sommet de sa gloire, à partir de 1910, elle chante pour la famille impériale et joue dans des films de Vladimir Gardine. On la surnomme le « rossignol de Koursk ». Elle épouse alors le lieutenant du régiment de cuirassier Changuine qui tombe en 1915 pendant la Première Guerre mondiale.
Après la révolution elle se trouve dans un territoire contrôlé par les bolchéviques et chante sur le front pour les troupes rouges. En 1919 elle est capturée par les hommes du colonel Skobline avec lequel elle se lie. Après l’évacuation de l’armée russe de Crimée vers la Turquie fin 1920 elle épouse Skobline, entretemps promu général major.

### Émigration
Le couple s'installe à Paris au milieu de l'émigration russe ; Skobline prend des responsabilités toujours plus importantes au sein du ROVS (l’Union générale des combattants russes à l'étranger) mais le couple est dans une situation financière précaire. Le répertoire typiquement russe de Plevitskaïa ne parvient pas à intéresser un large public occidental, le public russe de l’émigration est lui-même peu aisé. Elle trouve toutefois un mécène généreux en la personne de Max Eitingon,,,.
En 1930, Plevitskaïa et Skobline sont recrutés par le Guépéou et livrent des informations sur les milieux de l’émigration.

### L’enlèvement du général Miller
L'enlèvement du général Miller, chef de l’Union générale des combattants russes, a été perpétré le 22 septembre 1937 en plein Paris.
Ce jour-là, Skobline donne rendez-vous au général Miller à 12 h 30. Miller se méfie et écrit un billet qui va confondre Skobline.
Skobline quitte l'hôtel Pax où il réside momentanément avec son épouse vers 11 heures accompagné de la Plevitskaïa ; tous deux vont déjeuner au restaurant qu'ils quitteront à 12 h 45 au plus tard.
À 11 h 50, la Plevitskaïa entre dans un magasin de vêtements du quartier de l’Étoile pour y acheter un tailleur et une robe. Elle va y rester jusqu'à 13 h 15 ; pendant tout ce temps, selon ce qu'elle dit au personnel du magasin, son mari l'attend dehors dans la voiture. Elle quitte le magasin pour se rendre à la gare du Nord saluer des amis en partance par le train de Bruxelles ; cinq minutes après son départ Skobline passera au magasin de vêtements à la recherche de sa femme qu'il rejoindra quelques minutes plus tard à la gare du Nord.
Skobline et sa femme regagnent l'hôtel Pax ; Plevitskaïa va se coucher. Vers 17 heures, Skobline part rendre visite successivement à Mme Miller à son domicile de Neuilly et au général Dénikine à Vanves.
À 19 h 30, le couple quitte l'hôtel Pax pour regagner son domicile d'Ozoir-la-Ferrière. Puis se ravisant, ils reviennent à Paris à l'hôtel Pax pour y passer la nuit.
Dans la nuit, vers une heure du matin, l'amiral Kedrov et Koussonski, qui sont en possession du billet rédigé par Miller convoquent Skobline rue du Colisée ; ils l'interrogent sur sa journée et sur une éventuelle rencontre avec Miller ; Skobline nie toute rencontre ; les deux hommes donnent alors connaissance à Skobline du contenu du billet ; Skobline est abasourdi. On décide d'aller à la police ; Skobline profite d'un moment d'inattention pour disparaître à jamais.

### Le procès de la Plevitskaïa
La Plevitskaïa est arrêtée et l'instruction de l'affaire est confiée au juge d'instruction M. Marchat ; elle est accusée d'avoir organisé l'enlèvement du général Miller, la Plevitskaïa sera défendue par deux avocats : Me Maximilien Philonenko qui fut ministre dans le gouvernement Kerensky en mars 1917 et Me Jean Schwab.
Mme Miller, son fils et le frère du général Miller vont se constituer partie civile ; ils seront défendus par deux avocats, Me Maurice Ribet et Alexandre Strelnikov. L'audience va se dérouler devant la cour d'assises de la Seine entre le 5 et le 14 décembre 1938 sous la présidence de Monsieur Delegorgue.
L'arrêt est rendu contre :
1. Nicolas Skobline âgé de 45 ans (sans autres renseignements) en fuite. Mais une ordonnance de disjonction est rendue à son encontre.
2. Nadejda Vinikova femme Skobline, 52 ans, dite la Plevitskaïa ; c'est à partir de cette mention d'état-civil que l'on peut affirmer que la Plevitskaïa est née en 1886 et non en 1883.

Le nom de Max Eitingon est évoqué, soit comme possible commanditaire du crime, soit comme agent recrutant des services soviétiques, principalement à cause de ses cadeaux somptueux au couple Plevitskaïa-Skobline, mais cette piste ne sera pas plus longtemps exploitée, Eitingon ayant reçu un fort soutien, notamment de la part de Marie Bonaparte et du psychanalyste René Laforgue, et Plevitskaïa refusant d'en parler,
La Plevitskaïa est déclarée coupable de complicité de séquestration et de violences volontaires avec préméditation ou guet-apens et condamnée à vingt ans de réclusion criminelle pour avoir participé avec son mari, le général Skobline, en fuite, à l'enlèvement du général Evgeni Miller, président de l'Union des anciens combattants russes à l'étranger.
Elle est morte le 21 septembre 1940 à la prison de femmes de Rennes où elle avait été écrouée en 1939. Elle serait morte quelques jours seulement après avoir reçu la visite de plusieurs officiers allemands qui avaient souhaité la rencontrer (témoignage personnel recueilli auprès de Mademoiselle Laisne, conservateur aux archives de Paris) ; 
Cette information est à rapprocher d'une autre selon laquelle le 18 juillet 1940, les Allemands qui occupaient Paris se sont rendus au greffe de la Cour d'Assises de Paris pour prendre la minute de l'arrêt de condamnation qui a été soigneusement découpée dans le registre ; ils ont également emporté l'entier dossier pénal de l'affaire d'enlèvement du général Miller. Ce dossier est vraisemblablement tombé entre les mains des armées soviétiques après la chute du Troisième Reich.

## Postérité
- Le sujet du film d'Éric Rohmer Triple Agent s'inspire de l'affaire d'enlèvement du général Miller par le couple Skobline-Plevitskaïa[7].